# Open core

Open core (« cœur ouvert ») est un modèle d'affaires pour la monétisation de la production commerciale de logiciels open-source. Inventé par Andrew Lampitt en 2008, le modèle économique d'exploitation de logiciel open source dit  « open core » consiste principalement à offrir une version « de base » ou limitée en termes de fonctionnalités d'un logiciel libre et open source, tout en offrant des versions « commerciales » ou des add-ons sous forme de logiciels propriétaires,.

## Controverse
Le concept des logiciels Open core s'est avéré être sujet à controverse, dans la mesure où beaucoup de développeurs ne considèrent pas ce modèle d'affaires comme réellement open source. Malgré cela, les modèles Open core sont utilisés par un grand nombre d'éditeurs de logiciels open source.

## L'utilisation d'accords de contribution
Des produits open core exigent de leurs contributeurs qu'ils signent un accord de contribution qui prévoit que le droit d'auteur de toutes les contributions qu'ils proposent relativement au produit en question soit attribué à l'éditeur du produit, ou que le propriétaire du produit de la propriétaire reçoive une autorisation illimitée et non exclusive d'utiliser les contributions de la part des contributeurs qui conservent par ailleurs leurs droits de propriété. Dans un scénario open core, ces accords sont généralement destinés à permettre au propriétaire du produit commercial (qui, dans certains cas, est en fin de compte le titulaire des droits d'auteur pour l'ensemble de son code, quel que soit son auteur original) de distribuer des versions du produit simultanément sous des versions open source et des versions non libres. Cela contraste avec les usages plus traditionnels des accords de contribution, qui visent uniquement à permettre au sponsor d'un projet open source de défendre ses droits d'auteur, ou garantir que le code ne sera jamais mis à disposition sous d'autres modalités qu'open source, le protégeant ainsi pour éviter qu'il ne devienne open core,,.

## Exemples
- GitLab
- Le logiciel de base de données Oracle MySQL  est proposé sous une double licence : une licence propriétaire, et la licence GNU GPL ; les versions propriétaires offrent des fonctionnalités supplémentaires et des offres de support par entreprise[8].
- Le logiciel de cloud privé Eucalyptus a une édition entreprise qui offre des fonctionnalités supplémentaires[9],[10],[11].
- Odoo utilise un modèle d'affaires Open core. La version communautaire est 100 % open-source. L'édition entreprise, construit sur la base de la version open source, est distribuée sous licence propriétaire[12].
- SymmetricDS est un logiciel Open core financé par JumpMind, Inc. Le moteur de base est totalement open source, hébergé sur GitHub et est disponible pour téléchargement via SourceForge. La version professionnelle est distribuée commercialement et ajoute une console web, pour en faciliter l'installation et la gestion[13].